# Spillebeenvliegen
De spillebeenvliegen (Micropezidae) zijn een familie uit de orde van de tweevleugeligen (Diptera), onderorde vliegen (Brachycera). Wereldwijd omvat deze familie zo'n 52 genera en 583 soorten.

## In Nederland voorkomende soorten
- Genus: Calobata
  - Calobata petronella
- Genus: Cnodacophora
  - Cnodacophora sellata
  - Cnodacophora stylifera
- Genus: Micropeza
  - Micropeza corrigiolata
  - Micropeza lateralis
- Genus: Neria
  - Neria cibaria
  - Neria commutata
  - Neria ephippium
  - Neria femoralis

## Geslachten
De  geslachten met gedefinieerde pagina staan hieronder vermeld met het aantal soorten tussen haakjes.
- Calobata  (1)
- Calobatina  (3)
- Cnodacophora  (3)
- Compsobata  (6)
- Grallipeza  (1)
- Hoplocheiloma  (1)
- Micropeza  (25)
- Neria  (8)
- Rainieria  (3)
- Taeniaptera  (2)